# CLMUL
Carry-less Multiplication (CLMUL) (dt.: übertragsfreie Multiplikation) ist eine Befehlserweiterung der x86-Prozessorarchitektur, die eine schnelle, hardwareunterstützte Berechnung in Bereichen aus der Zahlentheorie ermöglicht. Die Befehlserweiterung wurde im Jahr 2008 von Intel vorgeschlagen und ab 2010 bei der Westmere-Mikroarchitektur eingeführt. Sie ist in allen Intel-Prozessoren ab der Intel-Haswell-Mikroarchitektur und AMD-Prozessoren ab AMD Bulldozer verfügbar.
Übertragsfrei bedeutet hier {\displaystyle 1+1=0.} Die Zwischensummen bei der Multiplikation werden bitweise durch XOR-Verknüpfung gebildet.
Anwendungsbeispiele sind die Kryptografie bei Blockverschlüsselungen im Betriebsmodus Galois/Counter Mode (GCM), welcher auf Berechnungen in einem Galoiskörper basiert. Ein anderes Anwendungsfeld sind die Erzeugung von Prüfsummen im Bereich der zyklischen Redundanzprüfungen (CRC). 

## Übertragsfreies Produkt
Seien {\displaystyle a} und {\displaystyle b} Zahlen mit den Binärdarstellungen {\displaystyle (a_{n-1}\ldots a_{1}a_{0})_{2}} bzw. {\displaystyle (b_{n-1}\ldots b_{1}b_{0})_{2}}.  Das übertragsfreie Produkt  ist dann wie folgt definiert:
{\displaystyle \operatorname {clmul} (a,b)=\bigoplus _{k,l=0}^{n}2^{k+l}a_{k}b_{l}},
wobei {\displaystyle \oplus } die bitweise XOR-Verknüpfung darstellt.  Der Zusatz „übertragsfrei“ wird klar, wenn man obigen Ausdruck mit der regulären Multiplikation vergleicht:
{\displaystyle ab=\sum _{k,l=0}^{n}2^{k+l}a_{k}b_{l}}
wo wegen der Summe immer dann ein Übertrag in das Bit {\displaystyle k+l+1} notwendig ist, wenn {\displaystyle a_{k}=b_{l}=1}. Da aber {\displaystyle 1\oplus 1=0}, fällt der Übertrag in clmul weg.  Wegen der einfacheren Berechnung ergibt sich folgende einfache Binärdarstellung {\displaystyle (c_{n-1}\ldots c_{1}c_{0})_{2}} für das übertragsfreie Produkt:
{\displaystyle c_{l}=\bigoplus _{k=0}^{l}a_{k}b_{l-k}}.
Das übertragsfreie Produkt hat ähnliche Eigenschaften wie das reguläre Produkt:
- Kommutativgesetz: {\displaystyle \operatorname {clmul} (a,b)=\operatorname {clmul} (b,a)}
- Assoziativgesetz: {\displaystyle \operatorname {clmul} (a,\operatorname {clmul} (b,c))=\operatorname {clmul} (\operatorname {clmul} (a,b),c)}
- Distributivgesetz: {\displaystyle \operatorname {clmul} (a,b\oplus c))=\operatorname {clmul} (a,b)\oplus \operatorname {clmul} (a,c)}

## Befehlssatzerweiterung
Die Befehle aus der Erweiterung berechnen aus den Eingabewerten von zwei 64 Bit das übertragsfreie Produkt von 128 Bit und legen das Ergebnis in einem 128 Bit breiten XMM-Register ab. Als Quelle für die beiden Faktoren kann je nach Adressierungsmodus entweder ein anderes XMM-Register, dann werden die beiden 64 Bit breiten Hälften eines XMM-Registers als zwei Faktoren betrachtet, oder die Hälften von zwei verschiedenen XMM-Registern oder eine Speicheradresse im Hauptspeicher angegeben werden.
Die Multiplikation von zwei 128 bit breiten Eingabewerten kann mit Hilfe des Karazuba-Algorithmus in vier Rechenschritten erfolgen.